# Agloporit
Agloporit je uměle vyráběné pórovité kamenivo, které se vyrábí lisováním nebo protlačováním hmoty, z odpadního popílku, vody a dalších příměsí. Následně se vypaluje. Při výpalu vzniká pórovitá struktura, protože shoří spalitelné částice. Po vychladnutí se hmota třídí do jednotlivých frakcí, větší zbytky se drtí a znovu třídí.
Objemová hmotnost agloporitu se pohybuje od 600 do 1380 kg/m³ v závislosti na frakci, sypná hmotnost je od 550 do 900 kg/m³. Vlastnosti se liší podle použitého popílku při výrobě kameniva. Vužívá se jako plnivo do lehkých betonů.

## Vlastnosti
Vlastnosti agloporitu se pohybují ve velkém rozpětí, kvůli pestrým vstupním surovinám a způsobům jejich úpravy.
Agloporit je nejšastěji šedý až šedomodrý, na povrchu bývá kvůli reakci Fe zbarven do červena nebo do hněda.
| Sypná hmotnost | Sypná hmotnost |
| Frakce mm      | kg/m³          |
| -------------- | -------------- |
| 0/4            | 700 - 900      |
| 4/8            | 600 - 800      |
| 8/16           | 550 - 800      |
| 16/22          | 550 - 800      |

Válcová pevnost agloporitu dosahuje až 10 MPa. Pórovitost zrn se pohybuje v rozmezí mezi 40 - 65%, mezerovitost pak 50 - 60 %. Nasákavost bývá mezi 8 až 30 %.